# Antillopsyche tubicola
Antillopsyche tubicola là một loài Trichoptera trong họ Dipseudopsidae. Chúng phân bố ở vùng Tân nhiệt đới.